# Ордынская слобода

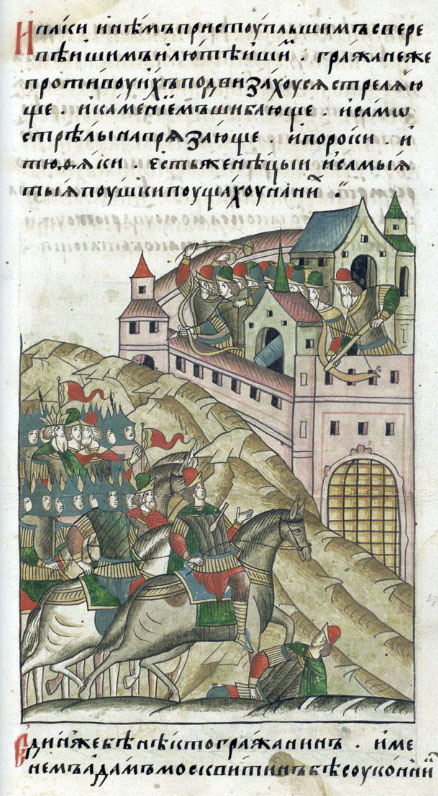
Тохтамыш с войском подходит к Кремлю

Орды́нская слобода́ — историческая местность в Замоскворечье.
На месте бывшей Ордынской слободы сейчас находятся Большая и Малая Ордынка, Большой и Малый Ордынские переулки, Ордынский тупик.

## История
В ордынской слободе жили ордынцы, они были известны ещё с XIV в. Существует несколько мнений касаемо основного занятия ордынцев. Существует версия, что ордынцами называли русских пленников, выкупленных в Орде. Новые данные позволяют учёным сделать вывод, что ордынцы перевозили собранную дань в Орду.
Для этого требовалось много человек, поэтому Ордынская слобода была одной из самых крупных в Москве. В 1632 г. в ней было 107 дворов, а к 1653 г. — 273 двора.
После избавления России от Татаро-монгольского ига Ордынская слобода стала местом торговли. Сюда приезжали иностранные купцы, которые торговали с телег и возов. Так появилось понятие Ленивый торг.

## Храмы слободы
Главной в Ордынской слободе являлась церковь Климента в честь Папы Римского, она впервые упоминается в 1612 г. В 1657 г. храм уже был каменным. Именно он дал название Климентовскому переулку.
Другим храмом была церковь Преображения, или иконы «Всех скорбящих радость», что «в Ордынцах». В Ордынской слободе она сначала была известна с 1571 г. под именем Варлаама Хутынского. Он стал называться храмом Преображения Господня. начиная с 1625 г., позднее в 1683—1685 гг. храм был перестроен в камне.
На юге Ордынской слободы находилась церковь Иверской иконы Божьей матери, «что на Всполье». Первая каменная церковь св. Георгия была построена не позднее 1673 года на деньги купца И. С. Потапова. Церковь, которая дошла до наших дней, была построена в 1791—1802 гг.

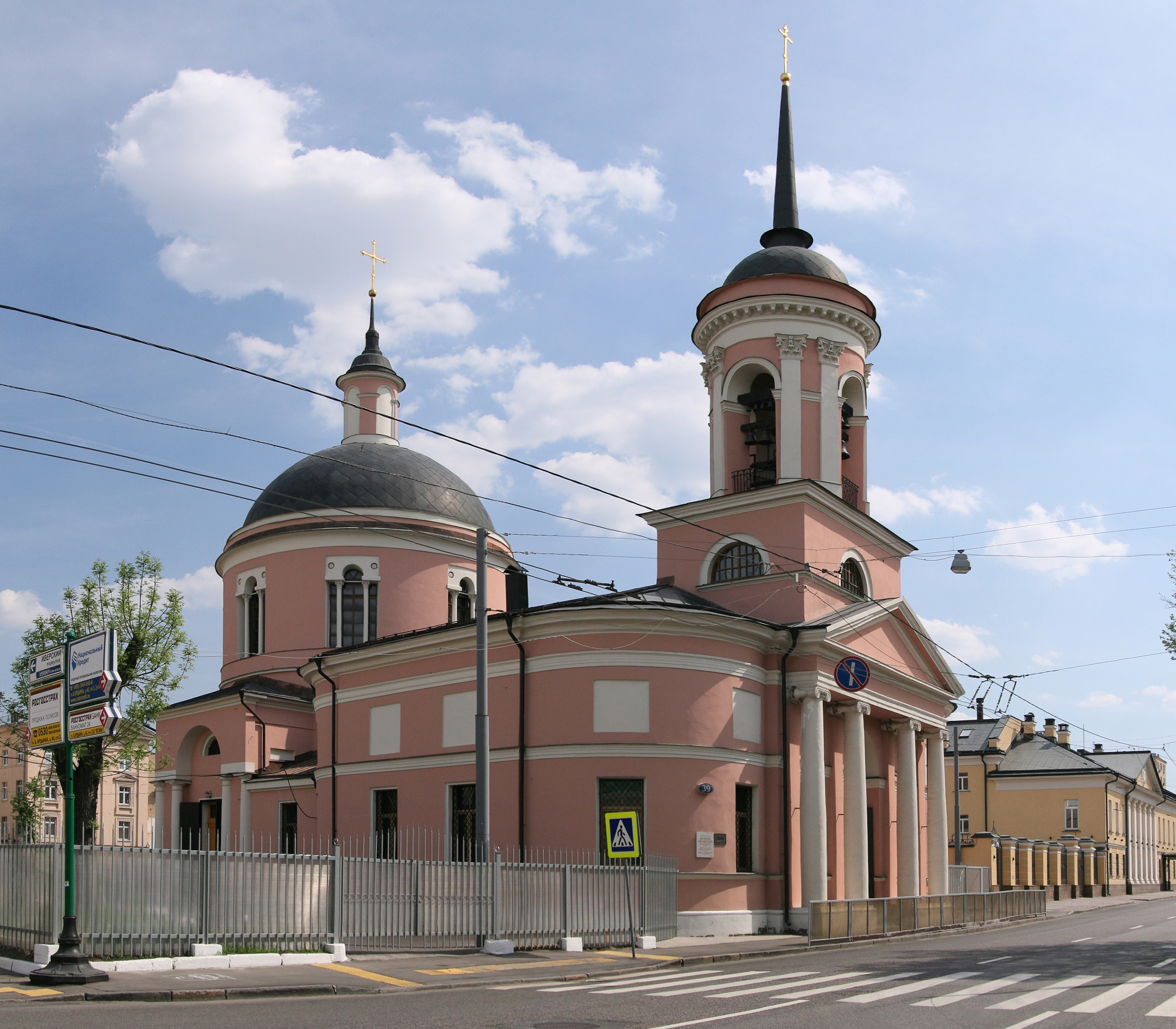
Храм Иверской иконы Божьей Матери
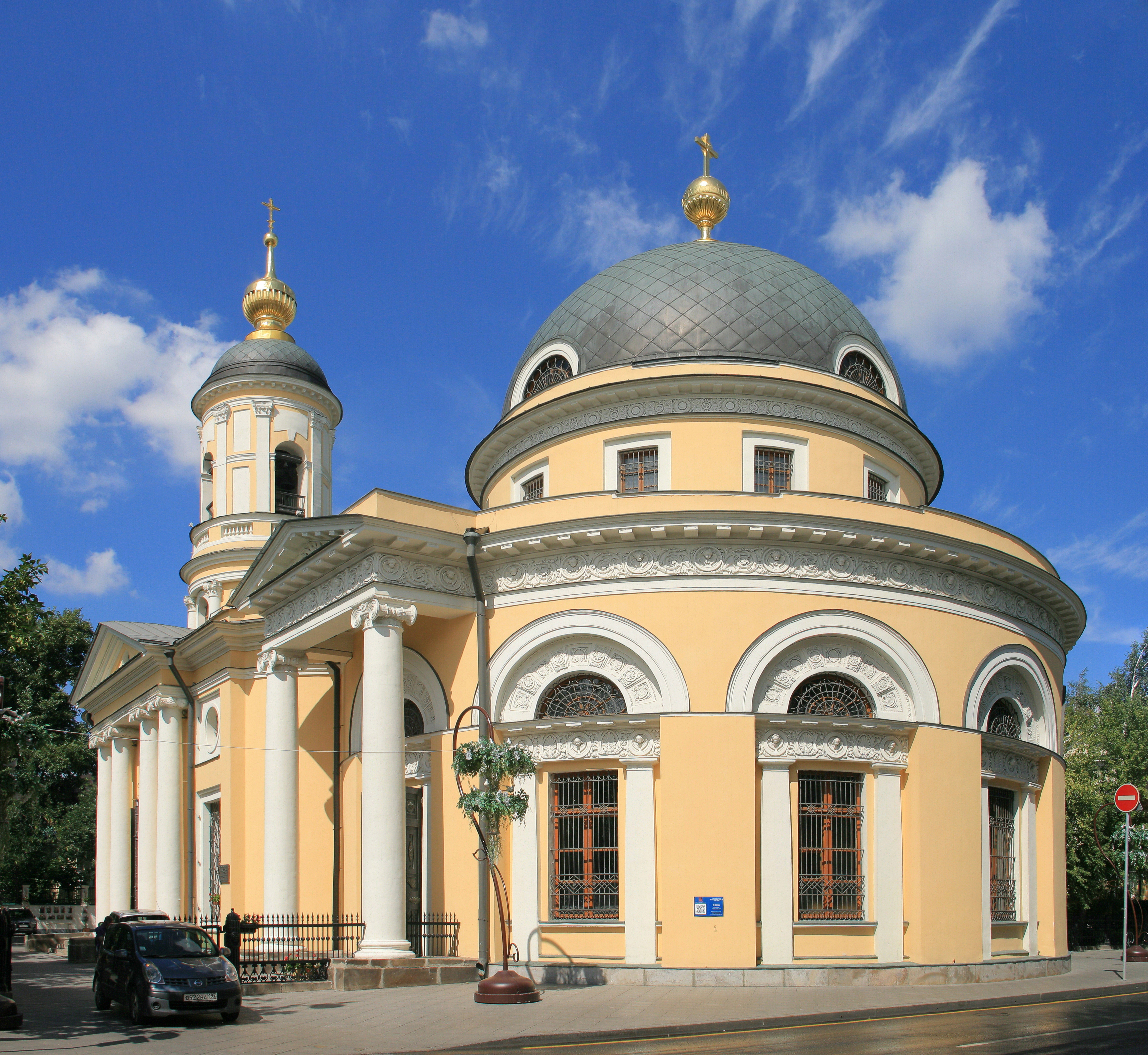
Храм иконы Божией Матери «Всех скорбящих Радость»